# Schloss Nesselröden
Koordinaten: 51° 1′ 36″ N, 10° 6′ 36″ O
Das Schloss Nesselröden ist ein Renaissanceschloss in Nesselröden, einem Ortsteil von Herleshausen im nordhessischen Werra-Meißner-Kreis. Das von einem Park und einer Gutsanlage umgebene dreigeschossige Schloss (Holzhäuserstraße 19) mit seinem mittig vorgesetzten polygonalen Treppenturm gilt als hervorragendes Beispiel eines Landadelssitzes aus der Zeit der Renaissance an der unteren Werra. Das Gebäude weist keine An- und Umbauten auf, und auch die ursprüngliche Raumaufteilung im Inneren ist zumindest im ersten Obergeschoss noch deutlich erkennbar.
Das Schloss ist in Privatbesitz und eine Besichtigung ist nicht möglich.

## Geschichte

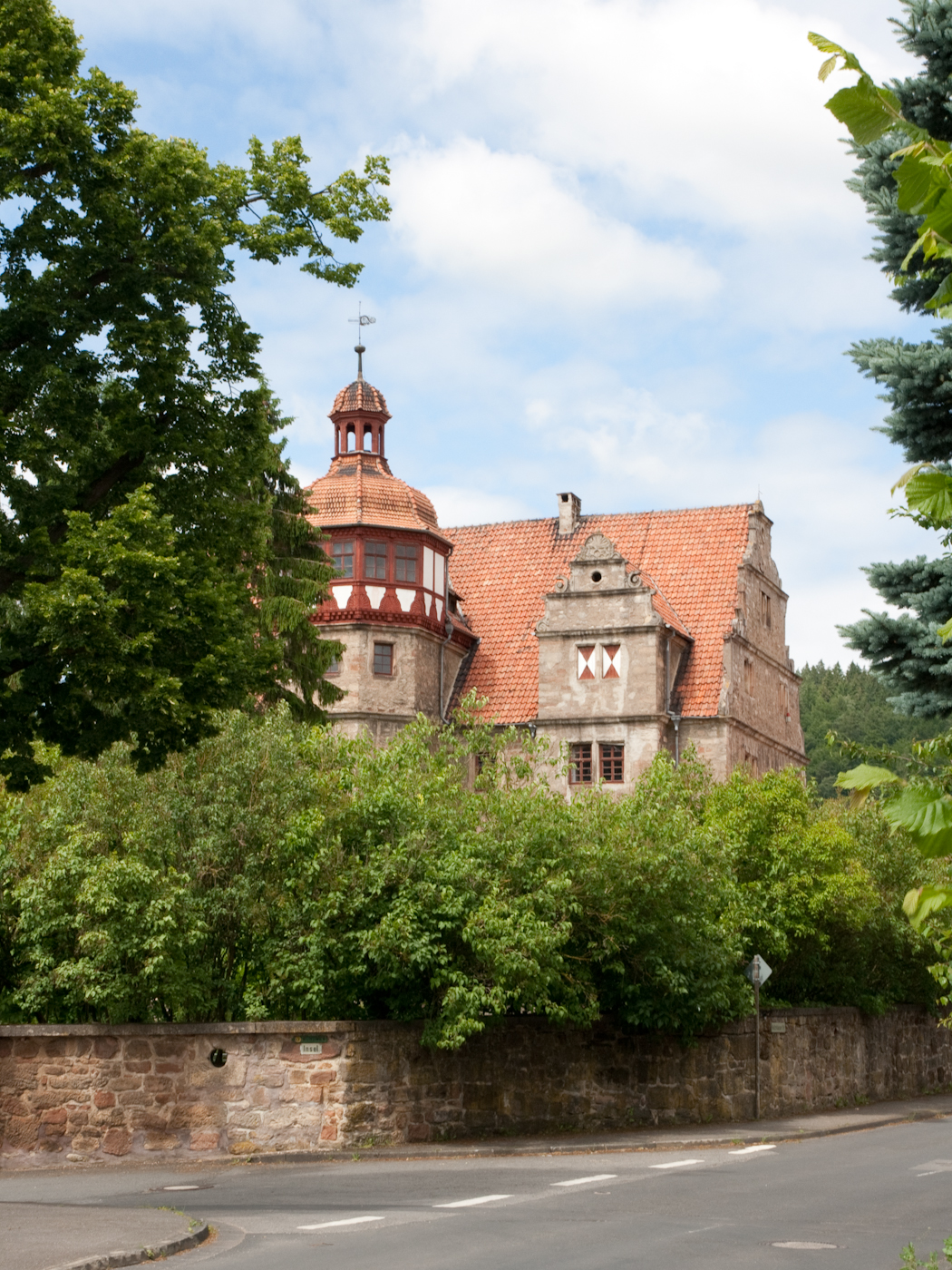
Schloss Nesselröden (2010)

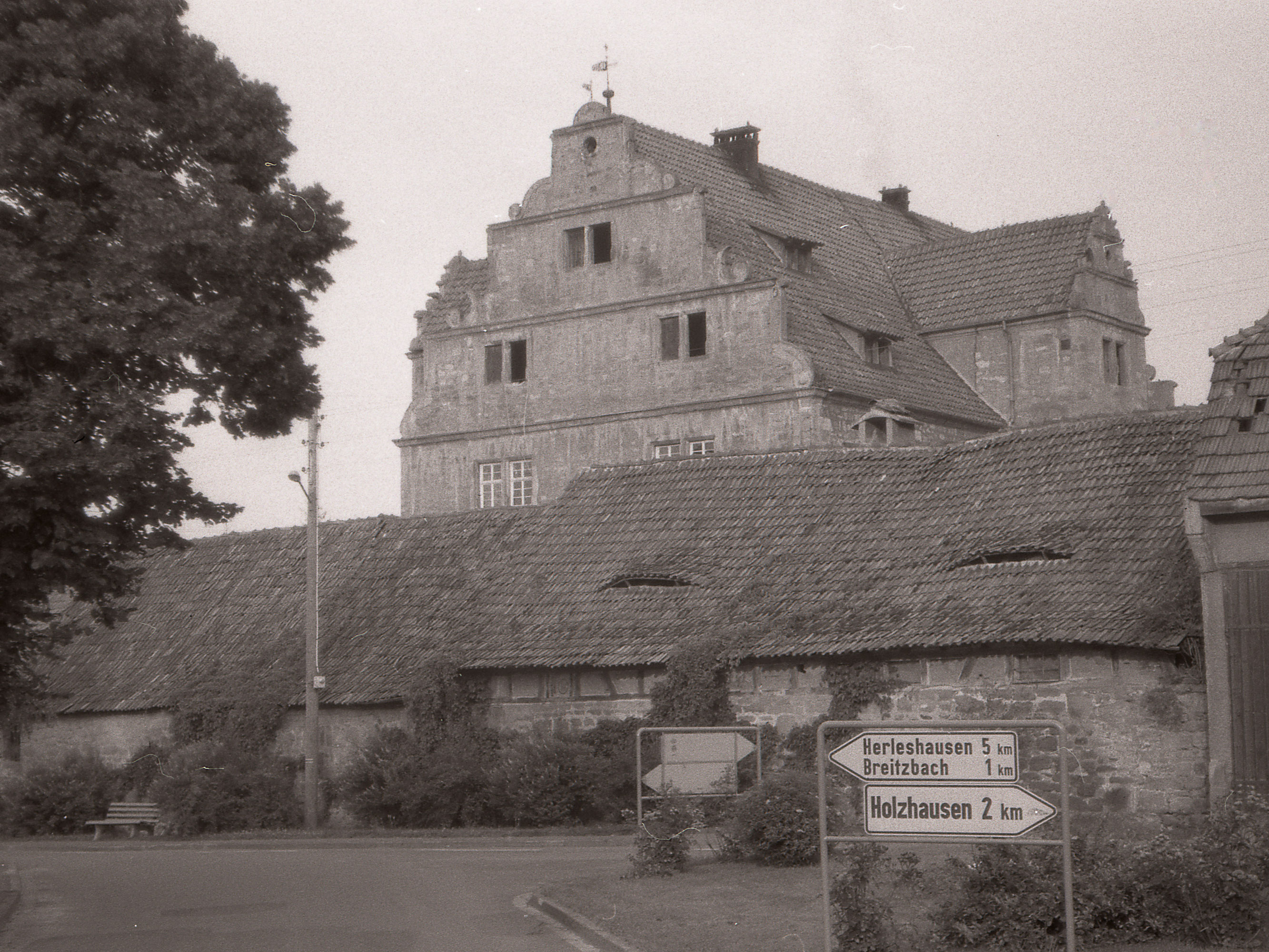
Schloss Nesselröden (1969)

Das Dorf Nesselröden war bis 1539 fuldisches, dann hessisches Lehen der Familie Treusch von Buttlar, denn im August 1539 übertrug Fürstabt Johann III. dem Landgrafen Philipp von Hessen die Lehenshoheit über eine Anzahl bisher fuldischer Lehen der Treusch von Buttlar, darunter auch Nesselröden, im Gegenzug für des Landgrafen Verzicht auf seine Forderungen und Rechten an der Burg Haun.
In den Jahren von 1592 bis 1595 ließ Burkhart Treusch von Buttlar († 1621) dort auf den zuvor weitgehend abgetragenen Resten einer älteren Wehranlage und innerhalb einer bereits bestehenden Umfassungsmauer einen repräsentativen, dreigeschossigen Neubau errichten, mit einem rechteckigen Grundriss von etwa 26 × 17 m Größe. Als der Nesselröder Zweig der Treusch von Buttlar im frühen 19. Jahrhundert erlosch, kam dieser Besitz mit dem dazugehörigen Rittergut an die Titular-Landgrafen von Hessen-Philippsthal-Barchfeld, die den Bau zum Wohnhaus für die Angestellten ihres Guts umfunktionierten. Im Jahre 1930 wurde das Schloss unter Chlodwig von Hessen-Philippsthal-Barchfeld restauriert und dabei wurde der Treppenturm mit einem Fachwerkobergeschoss und einer geschwungenen „welschen Haube“ mit Laterne und Wetterfahne versehen.
Nach dem Zweiten Weltkrieg wurden im Schloss für einige Jahre Wohnungen für Ausgebombte und Heimatvertriebene eingerichtet. 1965 wurden einige Nebengebäude durch einen Brand zerstört. Seit 1980 ist das Anwesen im Besitz neuer Eigentümer, die sich inzwischen sehr um die fachgerechte Erhaltung und, soweit notwendig, Restauration des Schlosses verdient machen. Der Treppenturm wurde 2018, die Fassaden der beiden Seitenrisaliten wurden 2019, die Giebel und die Fenstereinfassungen der Ostfassade wurden 2020 saniert.

## Die Anlage
Das Schloss ist dreigeschossig auf rechteckigem Grundriss. Die nach Südsüdwesten ausgerichtete Vorderfront ist durch einen mittig vorgesetzten, fünfseitigen und fünfgeschossigen Treppenturm, der den First des hohen Satteldachs überragt, sowie jeweils einen viergeschossigen, zweiachsigen Risaliten rechts und links gegliedert. In der Mitte der parkseitigen Rückseite befindet sich ein viergeschossiger, zweiachsiger Risalit. Der gesamte Bau ist, mit Ausnahme des Turmobergeschosses, steinsichtig und aus Bruchsteinmauerwerk mit Eckquaderung. Die beiden Giebel im Osten und Westen sind dreigeschossig mit Halbkreisaufsätzen und gerahmt mit durchbrochenem Beschlag- und Rollwerk. Die Zwerchgiebel der Risaliten sind zweigeschossig mit ebensolcher Gliederung und Rahmung. Die jeweiligen Giebelgeschosse sind durch Gurtgesimse mit Karniesprofil voneinander getrennt, und der gesamte Wandkasten ist durch ein umlaufendes Kranzgesims von den Giebeln, der Dachfläche und den Obergeschossen der Risaliten abgetrennt.
Der mit seiner welschen Haube, Laterne und Wetterfahne den First überragende Treppenturm mit seiner Wendeltreppe ragt mit fünf Seiten eines Achtecks aus der Schlossfassade hervor. Das oberste Geschoss ist aus Fachwerk. Das Portal zum Treppenturm wurde 1930 völlig erneuert. Dabei wurde vom ursprünglichen Portal die Gliederung mit seitlichen Pilastern, Architrav und Wappenaufsatz sowie die Jahreszahl 1594 vergröbert übernommen; nur der Wappenstein selbst stammt noch vom ursprünglichen Portal.
Das Eingangsportal führt in eine hohe, zentrale Halle, die vom rückwärtigen Gebäudeteil durch eine wohl im 19. Jahrhundert eingezogene Wand abgetrennt ist. Die Innenräume gruppieren sich symmetrisch entlang einer Mittelachse. Im ersten Obergeschoss ist die ursprüngliche Raumaufteilung noch gut erkennbar: neben einer großen Mittelhalle befanden sich an beiden Enden jeweils eine Stube mit Ofen und eine Kammer mit Abort. Das Portal vom Treppenturm in die Halle ist auf der Hallenseite verziert. Mittig an den Längswänden der Halle befindet sich auf beiden Seiten ein Kamin. Die aus der Erbauungszeit stammende Stuckdecke des Saals ist noch erhalten. Auch im zweiten Obergeschoss befindet sich ein zentraler großer Saal mit zwei Kaminen.